# Dov'è l'amore (canción de Il Divo)
«Dov'è l'amore» es una canción en idioma italiano interpretada por el grupo de crossover clásico Il Divo para su disco Wicked game  de 2011.
La canción, es una adaptación vocal de la obra musical para orquesta de cuerdas del compositor Samuel Barber, titulada Adagio para cuerdas (Adagio for Strings), obra más famosa del compositor.